# Volga K30
Volga K30 — российский пятиместный компактный кроссовер, выпускающийся АО «Производство легковых автомобилей» с 2024 года.

## История
21 мая 2024 года в Нижнем Новгороде на конференции «Цифровая индустрия промышленной России» кроссовер Volga K30 был представлен в числе трёх автомобилей нового бренда Volga . Согласно данным Правительства Нижегородской области все автомобили VOLGA в базовой комплектации включает зимний пакет,  в них интегрированы российские электронные сервисы, оснащены интеллектуальными системами помощи водителю, мультимедийной системой. В показанных предсерийных моделях также были панорамная крыша, большой дисплей мультимедиа, камера с обзором на 540 градусов .
Кроссовер K30 является ребеджинговой версией китайского автомобиля Changan X5 Plus, оснащается 1,5-литровым турбодвигателем мощностью 188 л. с. (крутящий момент 300 Н⋅м), который сочетается с семиступенчатой роботизированной трансмиссией с двойным сцеплением.